# Ideale Frau gesucht
Ideale Frau gesucht ist ein österreichisches Filmlustspiel aus dem Jahre 1952 von Franz Antel mit Wolf Albach-Retty, Inge Egger und Jeanette Schultze in den Hauptrollen.

## Handlung
“Ideale Frau gesucht” – so lautet der Wettbewerb, den zwei miteinander konkurrierende Zeitungsverlage auf der Suche nach der schönsten Vertreterin des weiblichen Geschlechts auf die Beine stellen. Bei der Suche wird mit harten Bandagen und unfairen Mitteln gekämpft. So tauscht ein Vertreter der einen Zeitung beim Konkurrenzblatt die drei Fotos der bereits ausgewählten Damen gegen drei minder attraktiver Frauen aus. Als Connaisseur allen Weiblichen kann der charmante Schriftsteller Robby Holm gewonnen werden, der die ausgesuchten Damen auf Herz und Nieren prüfen soll. Nun aber gerät der alternde Charmeur mit seiner „Feldforschung“ in schlüpfriges Fahrwasser, sodass die ganze Geschichte für reichlich ungewollte Schlagzeilen sorgt. Die scheue Redaktionssekretärin soll retten, was zu retten ist. Prompt verliebt sich Robby in sie. Am Ende lautet bei der Preisverleihung das salomonische Urteil: Jeder Mann findet seine „ideale Frau“ in derjenigen Dame, die er liebt.

## Produktionsnotizen
Ideale Frau gesucht entstand in den österreichischen Ateliers von Wien-Kalvarienberg und am Kobenzl bei Wien. Die Uraufführung erfolgte am 29. August 1952 in Darmstadt, die Berliner Premiere war am 30. Oktober desselben Jahres.
Carl Hofer übernahm auch die Produktionsleitung. Felix Smetana gestaltete die Filmbauten.
Es singen Cornelia Froboess (nach einer musikalischen Vorlage ihres Vaters Gerhard Froboess) und Rita Paul.

## Kritiken
Der Spiegel spottete: “Den Dolchstoß in den Rücken des Filmes führt (unbewusst) die kleine Cornelia (Pack die Badehose ein) mit den Textworten: "Warum reden Erwachsene denn immer so blöd daher...?".”
Im Lexikon des Internationalen Films heißt es: „Dümmliches, teilweise geschmackloses Lustspiel.“